# Ned Zelic
Ned Zelic (n. 4 iulie 1971, Sydney, Noul Wales de Sud, Australia) este un fost fotbalist australian.
Între 1991 și 1997, Zelic a jucat 32 de meciuri și a marcat 3 goluri pentru echipa națională a Australiei.

## Statistici
| Australia | Australia | Australia |
| An        | Meciuri   | Goluri    |
| --------- | --------- | --------- |
| 1991      | 3         | 0         |
| 1992      | 5         | 0         |
| 1993      | 5         | 1         |
| 1994      | 2         | 0         |
| 1995      | 3         | 0         |
| 1996      | 0         | 0         |
| 1997      | 14        | 2         |
| Total     | 32        | 3         |